# Bärbel Dorweiler
Bärbel Dorweiler (* 1963 in Duisburg) ist eine deutsche Verlegerin.

## Leben
Bärbel Dorweiler wuchs einige Jahre in Lübeck auf, wo sie ab 1973 das Katharineum zu Lübeck besuchte. Sie studierte Germanistik an der Universität Bonn. Danach lebte sie lange in den Niederlanden, eine Zeitlang auch in New York City.  In den Niederlanden organisierte sie für die Stiftung für gemeinsame Buchwerbung (CPNB) deren Kinder- und Jugendbuchaktivitäten. Von 2001 bis 2013 leitete sie den Querido Kinderbuchverlag in Amsterdam. Dort arbeitete sie mit Autoren wie dem Astrid-Lindgren-Preisträger Guus Kuijer, Rebecca Stead und Cornelia Funke zusammen.
Im Zuge der Fusion der traditionsreichen deutschen Kinder- und Jugendbuchverlage Thienemann und Esslinger unter dem Dach des schwedischen Medienunternehmens Bonnier zum 1. Januar 2014 kam Dorweiler nach Deutschland zurück und übernahm die verlegerische Leitung des Thienemann-Esslinger Verlags in Stuttgart.
Neben den Klassikern von Otfried Preußler und Michael Ende verlegt sie junge Autorinnen und Autoren. So sicherte sie dem Verlag für dessen Jubiläumsjahr 2024 das Kinderbuchdebüt der Hamburger Autorin Theresa Bell.  2018 konnte sie die im Nachlass Otfried Preußlers aufgetauchte und bisher nahezu unbekannte Erzählung Der Räuber Hotzenplotz und die Mondrakete verlegen. Zum hundertsten Geburtstag von Otfried Preußler gewann sie den iranisch-deutschen Grafiker Mehrhad Zaeri (* 1970) für eine neu illustrierte Ausgabe des Jugendbuchklassikers Krabat.
Bärbel Dorweiler war mehrfach in den Medien zum Thema Sprache in Kinderbüchern präsent. Dabei setzt sie sich für eine differenzierte Sicht ein; es sei „die Gesamtaussage eines Werkes entscheidend“.